# 民主黨少壯派
民主黨改革派、少壯派在香港政壇術語中泛指民主黨於1994年－2011年期間存在的一個派系，當時召集人為前市政局議員陳國樑，由於組成者皆為該黨年青黨員，傳媒廣泛稱之為「少壯派」，此為外國政治常用稱呼，因此亦約定俗成。

## 歷史
「少壯派」主張推動黨內改革，提倡黨內民主、採取基層勞工路線、結合議會與街頭運動的策略，主要成員包括立法會議員鄭家富、陳偉業；前立法局議員、前東區區議員曾健成；前市政區議員及前深水埗區議會主席黃仲棋、前市政局議員陳國樑；前黃大仙區議員陶君行、徐百弟、黃國桐；前葵青區議會副主席梁永權、西貢區議員及立法會議員范國威、前深水埗區議員符偉樂等。以上名單的人都已經退出民主黨。(後來徐百弟跟隨2008年前線及民主黨合併重返，而梁永權在07年區議會敗選後得到李永達的協助，重返民主黨出任其議員助理，黃國桐亦已重返民主黨。)
1999年初「少壯派」借黨內換屆選舉，推舉劉千石挑戰原任副主席、前「匯點」成員張炳良，並派出多名候選人參選中央委員會，在民主黨引起震動。結果劉千石勝出，「少壯派」奪取了民主黨中委會約三分之一的席位。但黨爭未有平息反而不斷擴大，是年4月「少壯派」於黨內會員大會提案將支持設立「最低工資」納入黨綱，被認為是再次挑戰民主黨內「主流派」權力，及黨內以中產路線自居的前「匯點」派不咬弦，「少壯派」的提案終在會員大會上被否決。

### 分家
2000年起，「少壯派」先後脫離民主黨，先是加入馮智活牧師發起的過渡組織「社會民主論壇」，繼而一度分別加入前綫、街坊工友服務處等政團，最後於2006年與黃毓民組成社會民主連線，該黨標榜為「旗幟鮮明的反對派」，以民主派內左翼自居，崇尚街頭運動，與當年民主黨內「少壯派」理念相近。「少壯派」關鍵人物，陶君行、陳偉業於2002年退黨。
2004年之後，本港一些傳媒仍有以「少壯派」之名稱民主黨內非主流及不同意見的黨員，除區議員范國威之外，前民主黨副主席陳竟明及時任大埔區議員黃俊偉等，皆不是前「少壯派」成員，在素求及理念各有不同，亦無任何關連。
2011年，區議員范國威、前民主黨副主席陳竟明及時任大埔區議員黃俊偉因不同意民主黨在政改方案和五區公投的立場，退黨另組新民主同盟，「民主黨少壯派」不復存在。

### 新一代
2012年，民主黨在立法會選舉失利，何俊仁辭去主席一職。同年底舉行的主席選舉，年僅24歲的南區區議員區諾軒參選，並於論壇中多次挑戰另外兩名候選人單仲偕、劉慧卿，被視為「新少壯派」。
現今被外界視為民主黨內部的新少壯派成員有許智峯 (香港島)、林卓廷 (新界東)、鄺俊宇 (新界西北朗,超區)、區諾軒、羅健熙等成員。

## 相關
- 民主黨
- 社會民主論壇